# Buachaille Etive Mòr
 Il Buachaille Etive Mòr (in gaelico scozzese Buachaille Eite Mòr, che significa “il grande mandriano dell'Etive”), generalmente conosciuto dagli arrampicatori come Buachaille, è una montagna di 1021 metri di altezza posta alla testata della valle del fiume Etive, nelle Highlands scozzesi. 

## Descrizione
La sua forma piramidale, così come la si vede dalla zona di Glencoe, la rende una delle più riconoscibili montagne della Scozia, e una delle più raffigurate nelle cartoline e sui calendari.
Il Buachaille Etive Mòr è formato da una cresta montuosa lunga circa 8 km, quasi interamente circondata dal fiume Etive e dai suoi affluenti. Dalla cresta si elevano quattro cime principali: da nord-est a sud-ovest sono lo Stob Dearg (1022 m), lo Stob na Doire (1011 m), lo Stob Coire Altruim (941 m) e lo Stob na Bròige (956 m). Due di esse, lo Stob Dearg e lo Stob na Bròige, sono classificate come munro; la seconda delle due cime è stata classificata tale nel 1997.

## Vie di salita
La ripida parete nord-est dello Stob Dearg, che rappresenta l'aspetto più caratteristico della montagna, costituisce la via di salita più diretta per arrampicatori e alpinisti. Il Crowberry Ridge, una via classica in roccia, fu salito per la prima volta nel 1900 da George Abraham, Ashley Abraham, Jim Puttrell ed Ernest Baker. La seconda ascensione fu compiuta tre anni dopo da Harold Raeburn e Inglis Clark. Immediatamente a sinistra si trova il Curved Ridge, salito per la prima volta nel 1886 da G. Bennett Gibbs.
Lo Stob Dearg è tuttavia raggiungibile anche per una più facile via escursionistica attraverso il vallone chiamato Coire na Tulaich.